# 2018年のイギリス
2018年のイギリス （2018ねんのイギリス）では、2018年のイギリスに関する出来事について記述する。

## 国王等
- 国王
  - ウィンザー朝第4代: エリザベス2世 （1952年2月6日 - 2022年9月8日）
- 首相
  - 第76代: テリーザ・メイ （保守党、2016年7月13日 - 2019年7月24日）

## できごと

### 1月
- 8日 - テリーザ・メイ首相が第2次メイ内閣の改造及び保守党役員人事を断行。ボリス・ジョンソン外務大臣やフィリップ・ハモンド財務大臣など主要閣僚の多くは留任。保守党幹事長にブランドン・ルイス（英語版）を起用した[1]。
- 17日 - 社会的孤独者が増加して来ている英国社会の現状について調査していたコックス委員会の提言が2017年暮れに発表されたことを受け[2]、テリーザ・メイ首相は、社会的孤独者問題に政府として対応するため、この日付で第2次メイ内閣に孤独問題担当国務大臣を設置し、初代大臣にスポーツ・市民社会担当国務次官（英語版）を務めるトレーシー・クラウチ（保守党庶民院議員）を起用することを決定して発表した[3]。
- 下旬 - マンチェスター市立美術館に展示されていたウォーターハウスのヒュラスとニンフたちが、「性的表現が公共の場で展示されることの可否についての議論を促すため」に撤去されたが[4][5]、批判を受けて元に戻された[6]。

### 2月
- 9日 - 左派タブロイド紙デイリー・ミラーなどを発行するトリニティ・ミラー（現リーチ（英語版））が右派タブロイド紙デイリー・エクスプレス、デイリー・スターなどを発行するノーザン・アンド・シェル（英語版）を1億2,670万ポンドで買収すると発表した[7][8]。

### 5月
- 5月19日 - ヘンリー王子とアメリカ合衆国出身のメーガン・マークルの結婚式、ウィンザー城内の聖ジョージ礼拝堂にて挙行[9]。